# Pomnik Ofiar Zbrodni Wołyńskiej w Radomiu
Pomnik Ofiar Zbrodni Wołyńskiej – pomnik w Radomiu upamiętniający ofiary rzezi wołyńskiej odsłonięty 12 listopada 2023. Znajduje się na cmentarzu rzymskokatolickim w Radomiu przy ulicy Bolesława Limanowskiego 72.

## Historia
W 2023 roku przypadała 80. rocznica rzezi wołyńskiej. Dla upamiętnienia ofiar tego wydarzenia w Radomiu zawiązał się Społeczny Komitet Budowy Pomnika Wołyńskiego. Pomnik zaprojektował Michał Pawiński, natomiast wykonała go firma Kamar pochodząca z Radomia. Koszt realizacji konstrukcji wyniósł 30 tys. złotych. Wszystkie środki pochodziły ze zbiórki społecznej.
Inicjatorem jego budowy był Michał Pawiński z Bractwa Rzeczypospolitej Pięciu Narodów. Poświęcenia pomnika dokonał ks. Andrzej Tuszyński proboszcz parafii św. Wacława w Radomiu, który poprowadził także modlitwę w intencji wszystkich, którzy zginęli na Kresach Wschodnich i terenach Małopolski Wschodniej. Uroczystość odsłonięcia i poświęcenia pomnika odbyła się 12 listopada 2023 i zgromadziła przedstawicieli wielu ruchów i stowarzyszeń, podczas uroczystości obecny był ks. Tadeusz Isakowicz-Zaleski.

## Lokalizacja
Pomnik znajduje się w alei głównej cmentarza rzymskokatolickiego przy ulicy Bolesława Limanowskiego 72 w Radomiu.

## Opis
Pomnik w formie świecy, ma 3,5 metra wysokości. Wykonany został z granitu i piaskowca. Na pomniku widnieje tablica inskrypcyjna o treści: 
Pamięci obywateli polskich II RP, ofiar zbrodni popełnionych w latach 1939–1947 przez ukraińskich nacjonalistów z OUN-UPA i ukraińskie formacje zbrojne w służbie niemieckiej

## Galeria

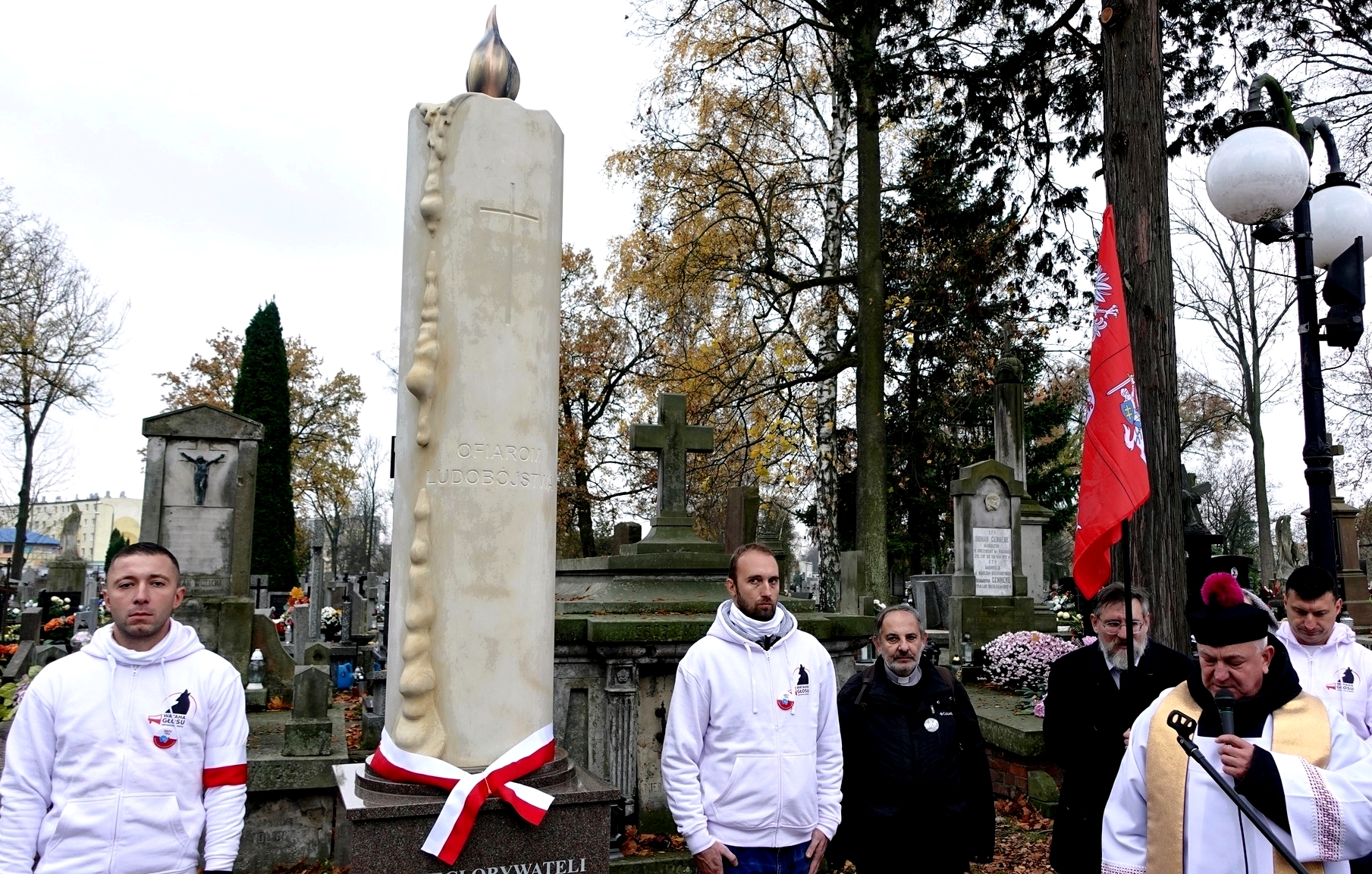
Odsłonięcie Pomnika Ofiar Zbrodni Wołyńskiej w Radomiu
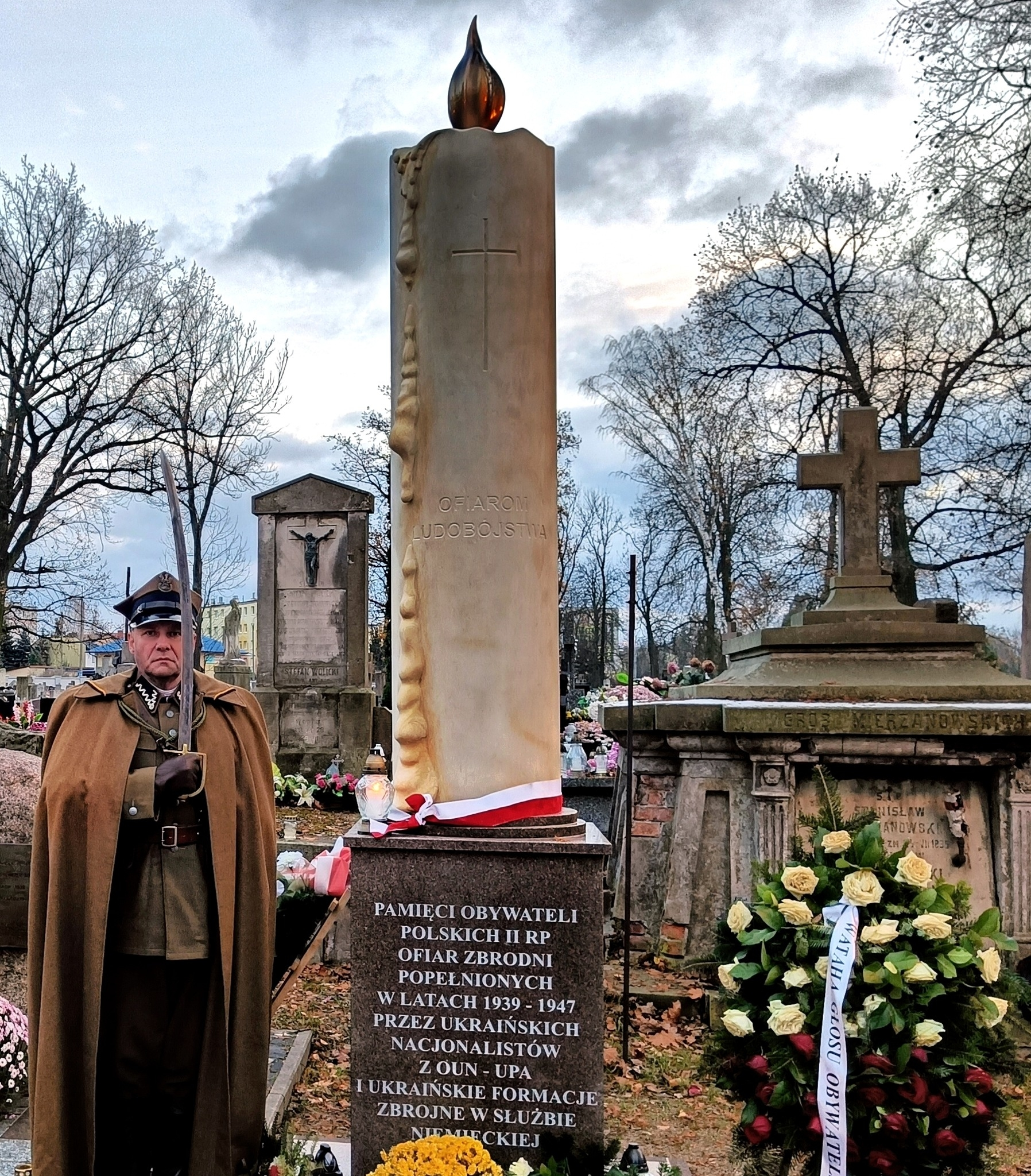
Rekonstruktor przy Pomniku Ofiar Zbrodni Wołyńskiej w Radomiu
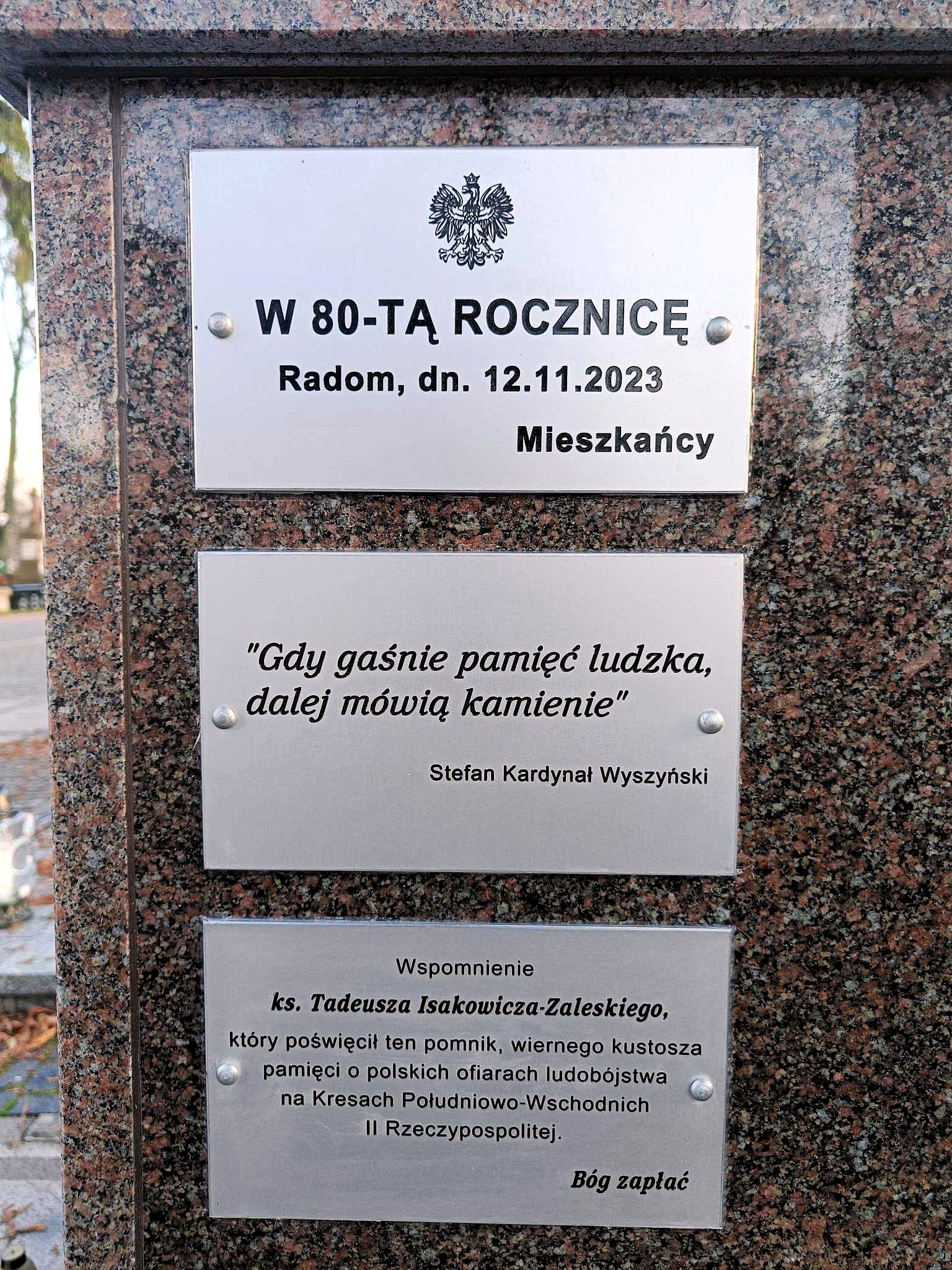
Tablice na Pomniku Ofiar Zbrodni Wołyńskiej w Radomiu
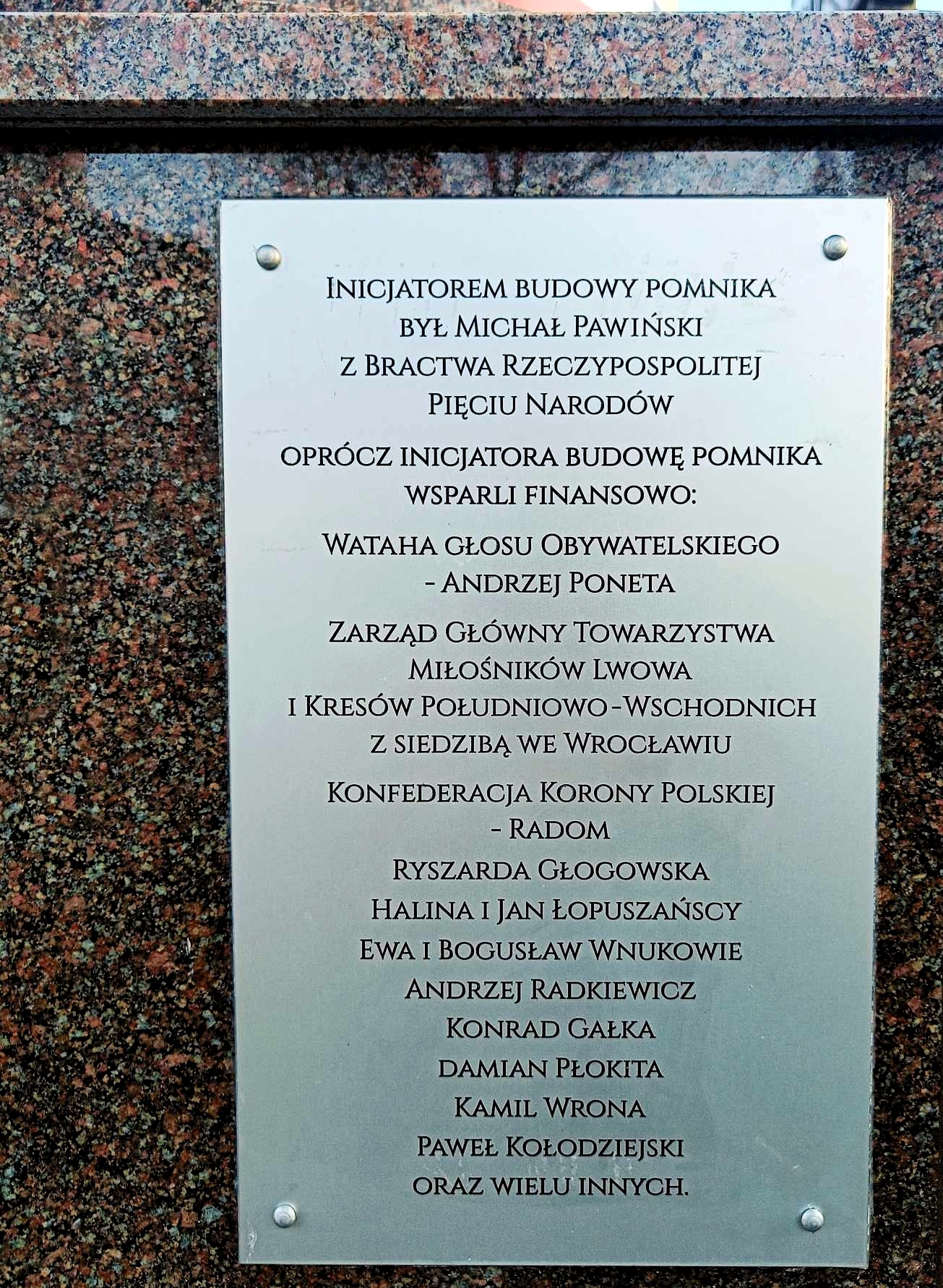
Tablica na Pomniku Ofiar Zbrodni Wołyńskiej w Radomiu